# بلاجت میلز (نیویورک)
بلاجت میلز (به انگلیسی: Blodgett Mills) یک منطقهٔ مسکونی در ایالات متحده آمریکا است که در نیویورک واقع شده‌است. بلاجت میلز ۵٫۶ کیلومتر مربع مساحت و ۳۰۳ نفر جمعیت دارد و ۳۳۰٫۷۱ متر بالاتر از سطح دریا واقع شده‌است.